# Fosseux
Fosseux é uma comuna francesa na região administrativa de Altos da França, no departamento de Pas-de-Calais. Estende-se por uma área de 5,43 km². Em 2010 a comuna tinha 136 habitantes (densidade: 25 hab./km²).